# Ferrari 500 Mondial

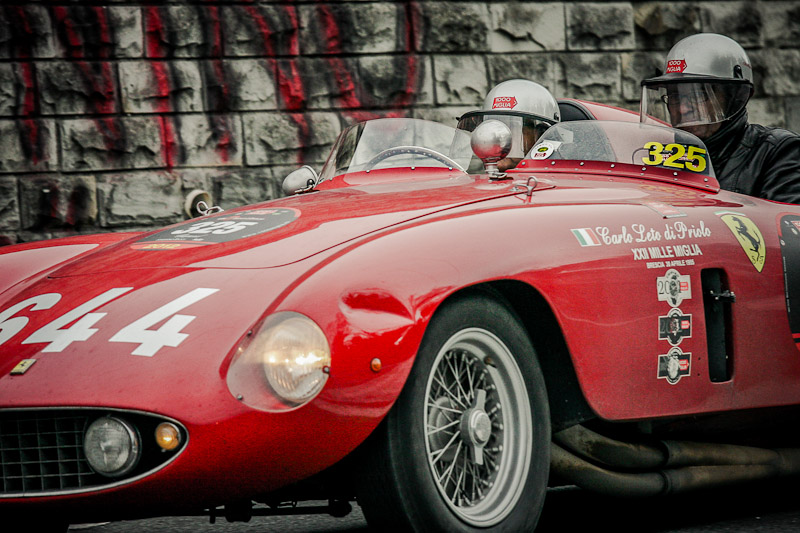
Der Ferrari 500 Mondial mit dem Carlo Leto di Priolo die Mille Miglia 1955 bestritten hatte bei der Mille Miglia 2012

Der Ferrari 500 Mondial war ein Rennsportwagen, der 1953 bei der Scuderia Ferrari entwickelt wurde.

## Entwicklungsgeschichte und Technik
Mit der Bezeichnung Mondial (it. mondiale = dt. Weltmeisterschaft) nahm Enzo Ferrari Bezug auf den ersten Monoposto-Weltmeisterschaftswagen der Scuderia, dem Ferrari 500-Formel-2-Wagen mit dem Alberto Ascari die Fahrerweltmeisterschaften 1952 und 1953 gewonnen hatte.
Der 500 Mondial war das erste Serienfahrzeug von Ferrari das von einem Vierzylinder-Reihenmotor angetrieben wurde. Aurelio Lampredi konstruierte einen 2-Liter-Motor mit einem Hub-Verhältnis von 90 zu 78 mm. Neu- und Besonderheit des Motors waren zwei durch Zahnräder angetriebene obenliegende Nockenwellen. Die Schmierung arbeitete mit einem Trockensumpf. Die Magnetzünder waren vor dem Motor angebracht und versorgten jeweils zwei Kerzen pro Zylinder. Die Vorderräder waren einzeln an Doppelquerlenkern mit Querblattfeder aufgehängt, hinten gab es eine De-Dion-Achse. Die Bremsanlage mit hydraulischer Betätigung war mit Trommeln an allen Rädern versehen, die Lenkung wirkte über Schnecke und Zahnradsektor. Bei der ab 1955 gebauten zweiten Serie wurde die Leistung des 4-Zylinder-Motors von 155 PS (114 kW) auf 170 PS (125 kW) erhöht; das bisherige Viergang-Getriebe wurde durch ein Fünfgang-Schnellschaltgetriebe ersetzt. Auch die vordere Aufhängung wurde angepasst; die Querblattfeder wurde durch Schraubenfedern ersetzt.
32 Fahrzeuge wurden gebaut; 30 Spyder und zwei bei Pininfarina karossierte Renn-Berlinetten. Der 500 Mondial war das erste Ferrari-Modell das auch von Scaglietti karossiert wurde. Die Initiative dazu ging von Dino Ferrari, Enzos Sohn, aus, der das Fahrgestell eines Ferrari 166 einkleiden ließ. Daraus wurde später der erste Scaglietti-500-Mondial.

## Renngeschichte
Sein Renndebüt gab der Wagen beim 12-Stunden-Rennen von Casablanca 1953; am Steuer Luigi Villoresi und Alberto Ascari. Geschlagen wurden das Duo nur von den Teamkollegen Giuseppe Farina und Piero Scotti im Ferrari 375MM. Den ersten Sieg fuhr der Franzose François Picard beim Großen Preis von Agadir im Februar 1954 ein. Der Mondial wurde rasch zu einem beliebten Rennfahrzeug, das bald nach Produktionsbeginn an Privatfahrer verkauft wurde.
Bekannte Fahrer wie Bob Drake, Masten Gregory, Harry Schell, Richie Ginther, Phil Hill, Jean Guichet und Charlie Kolb fuhren außer vielen Anderen diesen Ferrari-Rennwagentyp. Für die Werksmannschaft gewann Umberto Maglioli den Großen Preis von Imola 1954 und wurde 1955 dort Zweiter. Bis 1964 wurde dieses Modell bei Sportwagenrennen gefahren.
Bei 267 Einsätzen gab es zwischen 1953 und 1964 13 Gesamt- und 46 Klassensiege.